# Athletica Vaticana
Athletica Vaticana est une organisation sportive associée à la Cité du Vatican. Établi en tant que club d'athlétisme de la cité-État, il est décrit comme la première équipe sportive officielle du Vatican. Le club d'athlétisme est affilié à la Fédération italienne d'athlétisme.
L'organisation abrite également les associations de cyclisme et de taekwondo du Vatican qui sont devenues respectivement membres de l'Union cycliste internationale et de la Fédération mondiale de taekwondo en 2021,.

## Historique
Le Saint-Siège et le Comité olympique italien avaient conclu un accord pour créer une équipe d'athlétisme officielle dans le but de permettre à la Cité du Vatican de participer à des tournois sportifs internationaux, dont les Jeux olympiques d'été. Le Vatican devra obtenir l'adhésion à l'Association internationale des fédérations d'athlétisme pour pouvoir concourir au niveau international ainsi que mettre en place un comité national olympique pour pouvoir participer aux Jeux olympiques.
Athletica Vaticana est lancé le 10 janvier 2019 avec 60 membres accrédités initiaux, dont des gardes suisses, des religieuses, des prêtres, des employés de musée et des agents d'entretien, ainsi que deux Africains musulmans migrants en tant que membres honoraires. Athletica Vaticana est la première équipe sportive à avoir un statut légal au Vatican et est officiellement affiliée à la Fédération italienne d'athlétisme.
L'association est un puissant canal pour renforcer l’influence de l’Église et diffuser ses messages.
Le premier podium de Athletica Vaticana est à la Maratona di Messina, un marathon à Messine. Don Vincenzo Puccio, un prêtre sicilien, remporte une médaille d'argent pour l'équipe.
En tant qu'équipe nationale, Athletica Vaticana vise à participer aux Jeux des petits États d'Europe. Ils tentent de faire leurs débuts lors de l'édition 2019, mais tout comme les îles Féroé, ils sont interdits de participation en raison de l'absence d'un comité olympique national.
En 2021, l'Union cycliste internationale est la première fédération sportive olympique à admettre Athletica Vaticana dans ses rangs. L'australo-néerlandais Rien Schuurhuis dispute, sous les couleurs du Vatican, les championnats du monde de cyclisme sur route 2022.
En 2022, une athlète, Sara Carnicelli, fille d'un employé du Vatican, représente la Cité du Vatican aux Jeux Méditerranéens en Algérie au semi-marathon, elle termine neuvième de l'épreuve,.

## Image de l'équipe
Athletica Vaticana utilise un rendu des armoiries du Vatican qui se compose de deux clés et d'une tiare papale comme symbole. L'uniforme de l'équipe est en bleu, jaune et blanc ; les deux derniers étant des couleurs du drapeau du Vatican. L'équipe a la société italienne Erreà comme fournisseur officiel de tenues sportives.